# Snörulle

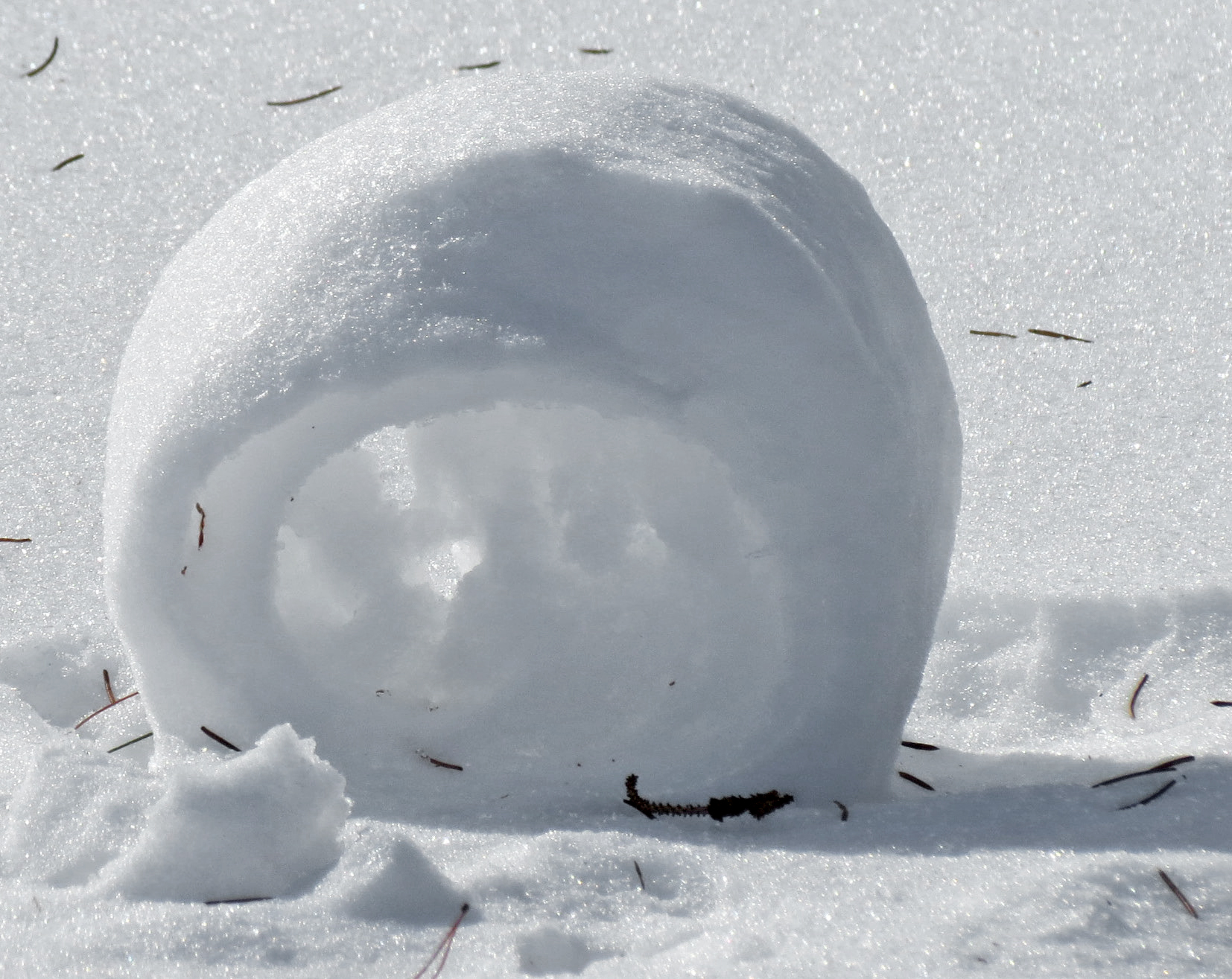
En snörulle i Ohio, USA, 2014.

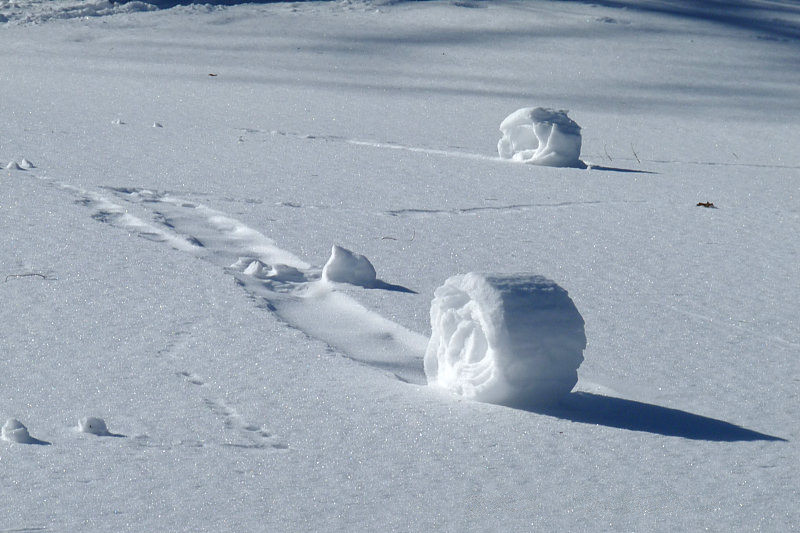
Snörullar på ett fält i Ohio, USA, 2014.

Snörullar är naturligt bildade rullar av snö som kan uppstå på öppna, plana ytor med hjälp av vinden. Snörullar är ett sällsynt meteorologiskt fenomen, då de bara uppstår under rätt förhållanden mellan vindstyrkan, snöns konsistens och underlaget. Skriftliga belägg för snörullar finns från Island, Skandinavien, Brittiska öarna, Centraleuropa och norra Nordamerika.

## Uppkomst och variation
En snörulle bildas genom att vinden blåser upp en snöflik med fast och fuktig konsistens, ungefär som kramsnö, från ett hårdare underlag, oftast skare. Snöfliken viker sig och börjar rullas runt sig själv av vinden och fortsätter sedan att rullas framåt av vinden och ta upp mer snö och bli större för varje varv, tills det slutligen bildas en rulle som är för stor för att vinden ska kunna flytta den längre. Man kan säga att det fungerar ungefär på samma sätt som när en människa rullar en snöboll för att bygga en snögubbe. Men en naturlig snörulle är inte bollformad som en snöboll utan cylinderformad. Nysnö över skare, viss tö och kraftig vind är gynnsamma förhållanden för att snörullar ska bildas. Vinden måste vara stark nog för att riva upp en snöflik och rulla den till en snörulle, men inte för stark, för då blåser snörullen sönder. Snön som bildar rullen måste vara fuktig nog för att fästa vid mer snö, men inte så blöt och tung att vinden inte kan flytta den. Underlaget måste vara fast och slätt så att snörullen inte fastnar. De flesta snörullar blir inte särskilt stora, men snörullar med en diameter på upp mot cirka 90 centimeter har beskrivits. En diameter på upp mot 50 centimeter ses som en stor snörulle. De största snörullarna bildas ofta i sluttningar, där gravitationen hjälper till att bygga upp snörullen genom att den med gravitationens hjälp kan rulla längre.
I sällsynta fall har naturligt formade små snörullar med nästan sfärisk form observerats. Det vill säga de liknar nästan mer bollar än cylindrar, och de kan därför även kallas snöbollar. Den nästan sfäriska formen beror på att sträckan som de rullat var så kort att de inte hann få den typiska cylindriska formen.

## Bildgalleri

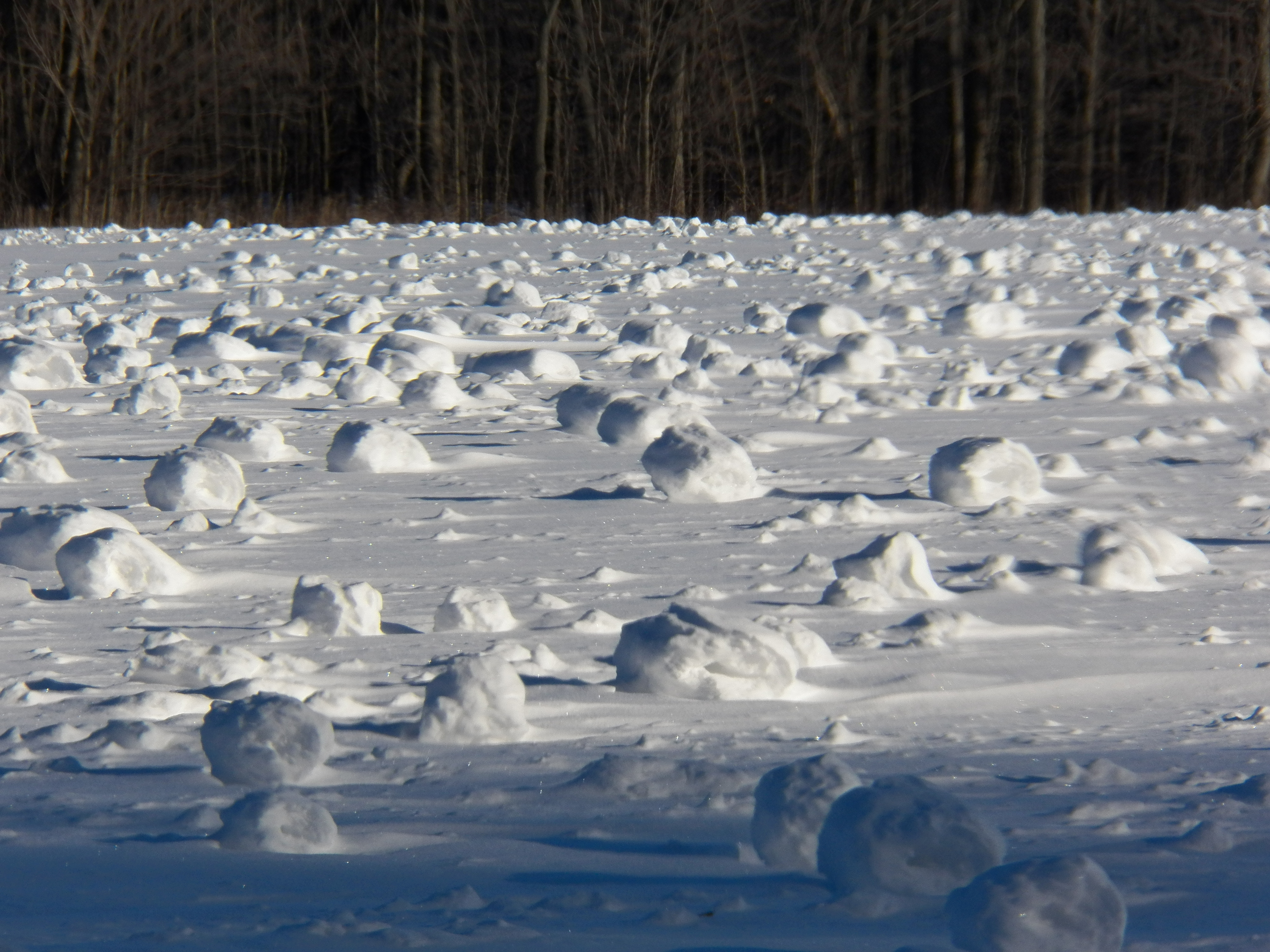
Snörullar på ett fält i östra Ohio, 2014.
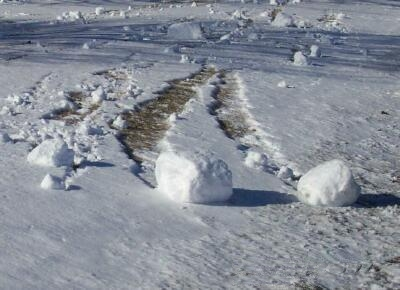
Snörullar på en gräsmatta i Illinois, 2003.
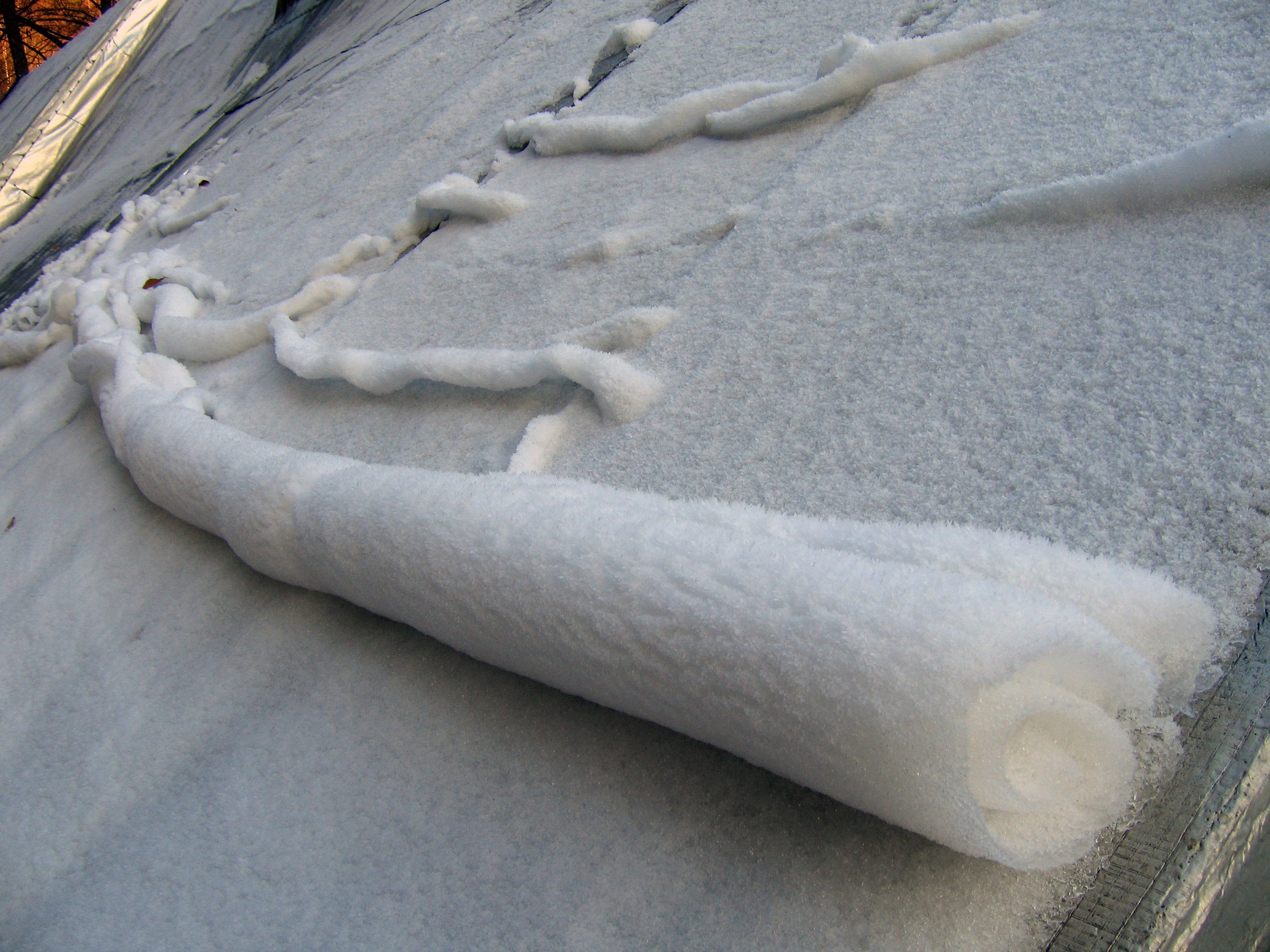
Snörulle på ett tak.